# Nucourt
Nucourt é uma comuna francesa na região administrativa da Ilha de França, no departamento do Vale do Oise. Estende-se por uma área de 7.65 km². Em 2010 a comuna tinha 719 habitantes (densidade: 94 hab./km²).